# Rasboroides vaterifloris
Rasboroides vaterifloris е вид лъчеперка от семейство Шаранови (Cyprinidae).

## Разпространение
Видът е разпространен в Шри Ланка.